# Cselényi Béla (történész)
Cselényi Béla (Marosvásárhely, 1911. július 16. − Budapest, 1999. december 23.) magyar történész. Cselényi László tv-rendező és Cselényi Béla költő apja. Felesége a magyardécsei Kiss Anikó (1927–2023) történelemtanár volt.

## Életpályája
A marosvásárhelyi református kollégium elvégzése (1928) után a kolozsvári egyetem történelem karán nyert tanári képesítést (1933), majd Erdély különböző katolikus gimnáziumaiban tanított. Négyévi hadifogság után rövid ideig Marosvásárhelyen középiskolai tanár, majd 1948 decemberétől a Bolyai, illetve a Babeș–Bolyai Tudományegyetem történelem tanszékének tanára. 1976-ban nyugalomba vonult.
Írói tevékenységét 1934-ben a Jóbarát című ifjúsági folyóiratban kezdte. 1935-ben a Hitel főmunkatársa. 1949-től történettudományi, jelentős fordítói és közírói munkásságot fejtett ki. Tanulmányai főleg a Korunk, Studia, Lupta de Clasă hasábjain jelentek meg a hazai középkor története köréből.
Elsődleges kutatási területe Erdély középkori történelme. Írt Bolyai János életéről, a székely felkelők és a szászok kapcsolatairól 1562-ben, az 1456. évi nándorfehérvári csata néhány részletkérdéséről, a moldvai csángók részvételéről az 1907-es parasztfelkelésben Az Istoria României II. (1962) és III. kötetében (1964) az Erdély történetéről a XVI. század második felében és Bethlen Gábor fejedelemségéről szóló fejezetek szerzője.
Több középiskolás történelemkönyvet és orosz szépirodalmi művet fordított magyarra, így Olga Fors regényét Ragyiscsevről (Kós Károllyal, 1960). Lefordította (Debreczeni Józseffel és Köllő Károllyal) s előszóval látta el Dimitrie Cantemir Moldva leírása című könyvét (1973). Összeállította a Bodor András és Csetri Elek szerkesztette Történeti kronológia I-II. (Kriterion Kézikönyvek 1976) középkori részét; az 1562-es székely felkelés lefolyásáról, majd visszhangjáról Despot Vodă udvarában előadást tartott egy csíkszeredai tudományos ülésszakon, s mindkét tanulmánya megjelent A székelyek harca a feudális kizsákmányolás ellen a XVI. század második felében és részvételük a törökellenes harcban című gyűjteményes kötetben (Csíkszereda 1976).